# Аксайська міська адміністрація
Акса́йська міська адміністрація (каз. Ақсай қаласы әкімдігі, рос. Аксайская городская администрация) — адміністративна одиниця у складі Бурлінського району Західноказахстанської області Казахстану. Адміністративний центр та єдиний населений пункт — місто Аксай.
Населення — 43080 осіб (2021; 36416 у 2009, 29626 у 1999, 18900 у 1989).
Станом на 1989 рік існувала Аксайська міська рада (місто Аксай), село Кизил-Тал перебувало у складі Миргородської сільської ради, село Аралтал — у складі Пугачовської сільської ради. Пізніше село Кизилтал утворило окремий Кизилтальський сільський округ, до складу якого увійшло також село Бестау Пугачовського сільського округу. 2004 року до складу Кизилтальського сільського округу було включено ліквідований Тунгуський сільський округ. 2013 року Кизилтальський сільський округ був ліквідований, село Бестау та колишнє село Тунгуш передані до складу Пугачовського сільського округу, село Кизилтал ліквідованого Кизилтальського сільського округу та Аралтал Пугачовського сільського округу передані до складу Аксайської міської адміністрації.

## Склад
До складу округу входять такі населені пункти:
| Населений пункт | Старі назви | Населення, осіб (1989) | Населення, осіб (1999) | Населення, осіб (2009) | Населення, осіб (2021) |
| --------------- | ----------- | ---------------------- | ---------------------- | ---------------------- | ---------------------- |
| Аксай, місто    | -           | 18237                  | 28953                  | 32873                  | 36293                  |
| Аралтал, село   | -           | 307                    | 314                    | 475                    | 922                    |
| Кизилтал, село  | Кизил-Тал   | 356                    | 359                    | 3068                   | 5865                   |